# Perzijanci
Perzijanci su najmnogoljudniji iranski narod, kojeg karakterizira upotreba perzijskog jezika. Podrijetlo perzijskog naroda datira od starovjekovnih indoiranskih plemena koji su došli na područje Velikog Irana između 2000. i 1500. pr. Kr. Oko 550. pr. Kr. usponom Perzijskog Carstva iz pokrajine Fars u južnom Iranu Perzijanci su osvajanjima proširili njihov jezik i kulturu na ostale dijelove Iranske visoravni te asimilirali lokalna iranska i druga plemena iz tog vremena. Proces širenja perzijske kulture nastavio se i kasnije; u doba makedonskih, arapskih, mongolskih i turkijskih invazija.

## Poveznice
- Iran
- Perzijsko Carstvo
- Ahemenidsko Carstvo
- Iranski narodi

## Vanjske poveznice
- Perzijska etnologija
- Perzijanci – povijest, religija i način života
- Iranski/perzijski pronalasci i doprinos ljudskoj civilizaciji  Arhivirana inačica izvorne stranice od 9. svibnja 2008. (Wayback Machine)

Sestrinski projekti
|  | Zajednički poslužitelj ima još gradiva o temi Perzijanci |